# Georges Michel Léopold Labbé de Waudré
Georges Michel Léopold Labbé de Waudré, né le 15 novembre 1766 à Wissembourg (Bas-Rhin), mort le 25 décembre 1815 à Toulouse (Haute-Garonne), est un général français de la Révolution et de l’Empire.

## États de service
Il entre en service le 13 avril 1786, comme simple canonnier, il devient caporal fourrier le 1er avril 1791, et sergent le 1er juin 1792. 
Le 2 juillet 1792, il passe sous-lieutenant dans l’artillerie de la légion de la Moselle, et le 1er avril 1793, il est nommé lieutenant dans l’artillerie à cheval. Capitaine le 1er août suivant au 7e régiment d'artillerie, il fait les campagnes de 1792 à l’an IV, et obtient son brevet de chef de bataillon le 16 octobre 1796 dans le 2e régiment d’artillerie à cheval.
En l’an V et en l’an VII, il sert avec zèle et intelligence à l’armée d’Italie, et il se distingue particulièrement au combat qui a lieu sous Vérone le 17 avril 1799, ainsi qu’à la Bataille de Novi le 15 août suivant. Il est blessé lors de ces deux batailles. Passé chef d’état-major de l’artillerie de l’armée d’Italie, il fait partie en l’an VIII de l’état-major du général Lacombe Saint-Michel, commandant en chef de l’artillerie de siège de l’armée de réserve à Grenoble. Il donne encore des preuves de valeur lors du passage du Mincio et de l’Adige en décembre 1800, ou il dirige l’artillerie de la division du général Gazan
Après cette campagne, il est désigné pour prendre le commandement de l’artillerie du corps d’observation de l’Italie méridionale, devenue armée de Naples. Employé à Tarente, il rentre en France en l’an X. Il est promu colonel le 18 avril 1803, et il est employé à Bruges, comme directeur de l’artillerie avant de rejoindre peu de temps après le camp de Saint-Omer. Il est fait chevalier de la Légion d’honneur le 11 décembre 1803, et officier de l’ordre le 14 juin 1804.
En l’an XIII, il rejoint le camp de Boulogne, puis il sert successivement, en qualité de directeur d’artillerie, à Dunkerque, Saint-Omer et Boulogne. En 1809, il fait partie du corps d’armée de réserve formé sur les côtes de l’Océan et en 1810, il devient directeur de l’artillerie à Toulouse. Il est admis à la retraite le 6 octobre 1815, avec le grade de maréchal de camp.
Il meurt le 25 décembre 1815, à Toulouse.

## Sources
- A. Lievyns, Jean Maurice Verdot, Pierre Bégat, Fastes de la Légion-d'honneur, biographie de tous les décorés accompagnée de l'histoire législative et réglementaire de l'ordre, Tome 4, Bureau de l’administration, 1844, 640 p. (lire en ligne), p. 109.
- Côte S.H.A.T.: 22 YD 21
- Léon Hennet, Etat militaire de France pour l’année 1793, Siège de la société, Paris, 1903, p. 130.
- Le Spectateur militaire; Recueil de science, d'art et d'histoire ..., Volume 26, Au bureau du spectateur militaire, Paris, 1838, p. 572.